# Perfektionisme (psykologi)
Perfektionisme er i psykologien et bredt personlighedstræk, der kendetegnes ved en persons stræben efter fejlfrihed og perfektion. Det ledsages ofte af en kritisk selvopfattelse og bekymringer om, hvordan man bliver vurderet af andre.   Det forstås bedst som et flerdimensionelt og lagdelt personlighedstræk, og i begyndelsen mente nogle psykologer, at det både rummer positive og negative sider.
Maladaptiv perfektionisme får mennesker til at stræbe efter uopnåelige idealer eller urealistiske mål, hvilket ofte fører til forskellige former for tilpasningsvanskeligheder såsom depression, angst, OCD, OCPD og lavt selvværd.  Disse tilpasningsproblemer fører ofte til selvmordstanker og tendenser, og påvirker eller inviterer til andre psykologiske, fysiske, sociale og yderligere præstationsproblemer hos børn, unge og voksne.
Selvom perfektionistiske mål i nogle tilfælde kan mindske stress, angst og panik, viser nyere data, samlet af de britiske psykologer Thomas Curran og Andrew Hill, at perfektionistiske tendenser er stigende blandt de yngre generationer.

## Definition
Perfektionister stræber tvangsmæssigt og vedvarende efter uopnåelige mål. De måler deres selvværd på deres produktivitet og præstationer – i en grad, hvor nogle af deres tendenser kan føre til, at andre områder af livet bliver forsømt. Perfektionister lægger et stort pres på sig selv for at nå urealistiske mål, hvilket uundgåeligt fører til skuffelse. De har en tendens til at være hårde dommere over for sig selv, deres arbejde og deres manglende evne til at leve op til egne forventninger.

### Perfektionistisk lammelse
Perfektionistisk lammelse henviser til et specifikt aspekt af perfektionisme, hvor en person opgiver sit arbejde på grund af en overvældende stræben efter det fejlfri. Det sker, når ønsket om perfektion når et så ekstremt niveau, at al fremdrift går i stå, hvilket fører til passivitet eller en fuldstændig opgivelse af opgaven. Begrebet perfektionistisk lammelse udspringer af to beslægtede psykologiske fænomener: kreativ lammelse og analyse-lammelse. Begge betegner lignende tendenser, hvor overtænkning eller et altopslugende behov for perfektion hæmmer produktiviteten – og dermed indirekte illustrerer fænomenet perfektionistisk lammelse.

## Måling

### Multidimensionel perfektionismeskala (MPS)
Randy O. Frost et al. (1990) udviklede en multidimensionel perfektionismeskala (nu kendt som "Frost Multidimensional Perfectionism Scale", FMPS) med seks dimensioner: 
1. Bekymring for at begå fejl
2. Høje personlige standarder (stræben efter at gøre det fremragende)
3. Oplevelsen af høje forventninger fra forældre
4. Oplevelsen af stærk forældrekritik
5. Tvivl om kvaliteten af egne handlinger
6. En præference for orden og struktur

Hewitt & Flett (1991) udtænkte en anden "multidimensionel perfektionismeskala", en måling med 45 punkter, der vurderer tre aspekter af perfektionistisk selvpræsentation: 
1. Selvorienteret perfektionisme
2. Andenorienteret perfektionisme, og
3. Socialt foreskrevet perfektionisme.

### Perfektionistisk selvpræsentationsskala (PSPS)
Hewitt et al. (2003) udviklede den perfektionistiske selvpræsentationsskala (PSPS), en selvrapporteringsskala med 27 punkter, der vurderer de tre interpersonelle, udtryksfulde komponenter i den omfattende model for perfektionisme.  Den indeholder tre underskalaer, der vedrører perfektionistisk selvpræsentation, dvs. behovet for at fremstå fejlfri:
1. perfektionistisk selvpromovering
2. Ikke-fremvisning af ufuldkommenheder
3. Tavshedspligt vedrørende ufuldkommenheder

PSPS måler udtrykket – altså selve processen – af perfektionisme som personlighedstræk og er tæt forbundet med særligt selvorienteret og socialt betinget perfektionisme. Derudover korrelerer PSPS’ens dimensioner med mål for psykisk belastning, såsom angstsymptomer, hvilket indikerer, at perfektionistisk selvfremstilling er en maladaptiv og defensiv tendens.

### Næsten perfekt skala-revideret (APS-R)
Slaney og hans kolleger (1996) udviklede Almost Perfect Scale-Revised (APS-R) .  Folk klassificeres baseret på deres scorer for tre målinger:
1. Høje standarder
2. Orden, og
3. Uoverensstemmelse

## Psykologiske implikationer
Perfektionister har en tendens til at tage afstand fra deres egne fejl – eller det, de opfatter som fejl, såsom negative følelser – og kan blive både hykleriske og overdrevent kritiske over for andre. De søger ofte en illusion af dyd for at skjule deres egne svagheder.
Forskere er begyndt at undersøge, hvilken rolle perfektionisme spiller i en række psykiske lidelser, herunder depression,angst, spiseforstyrrelser, autisme og personlighedsforstyrrelser samt selvmord. Hver lidelse er forbundet med forskellige niveauer på de tre delskalaer i den multidimensionelle perfektionismeskala. For eksempel har socialt pålagt perfektionisme hos unge kvinder været forbundet med øget utilfredshed med kropsbilledet og undgåelse af sociale situationer, der fokuserer på vægt og udseende.
Sammenhængen mellem perfektionistiske tendenser og måder at håndtere stress på er også blevet grundigt undersøgt. Personer med perfektionistiske træk, som for eksempel at gruble over tidligere begivenheder eller fastholde fejl, har en tendens til at anvende mere passive eller undgående mestringsstrategier. De havde også en tendens til at bruge selvkritik som en måde at håndtere stress på. Dette stemmer overens med teorier, der ser selvkritik som et centralt element i perfektionisme.

## Konsekvenser
Perfektionisme kan være skadelig. Den kan tage form som udskydelse, når den bruges til at udsætte opgaver, eller som selvnedgørelse, når den bruges til at retfærdiggøre dårlig præstation eller søge sympati og bekræftelse fra andre. Disse strategier, hver for sig eller i kombination, fungerer som selvhæmmende mekanismer, som perfektionister kan bruge for at beskytte deres følelse af kompetence. Generelt føler perfektionister et konstant pres for at leve op til deres høje forventninger, hvilket skaber kognitiv dissonans, når de ikke kan indfries. Perfektionisme er desuden forbundet med en række andre psykologiske og fysiologiske komplikationer. Derudover kan perfektionisme føre til fremmedgørelse og social isolation gennem bestemte stive interpersonelle mønstre, som ofte ses hos perfektionistiske personer.

### Selvmord
Perfektionisme betragtes i stigende grad som en risikofaktor for selvmord. Perfektionisters tendens til at have alt for høje forventninger til sig selv og være selvkritiske, når deres indsats ikke lever op til de mål, de har sat, kombineret med deres behov for at fremstå fejlfri udadtil, øger risikoen for selvmordstanker samtidig med, at det mindsker sandsynligheden for at søge hjælp, når den er nødvendig. Perfektionisme er én blandt flere risikofaktorer for selvmord, som påvirker individer negativt gennem presset om at opfylde andres eller egne høje forventninger, følelsen af ikke at kunne leve op til dem og social isolation.
Vigtigt er det, at sammenhængen mellem selvmordstanker og perfektionisme afhænger af, hvilke dimensioner af perfektionisme der er tale om. Stræben efter perfektion er forbundet med selvmordstanker, mens bekymringer relateret til perfektionisme forudsiger både selvmordstanker og selvmordsforsøg. Derudover er socialt pålagt perfektionisme, en form for perfektionistisk bekymring, blevet koblet til både umiddelbare og langvarige selvmordstanker. Det betyder, at perfektionistiske bekymringer, såsom socialt pålagt perfektionisme, er forbundet med mere alvorlige konsekvenser i forbindelse med selvmord.

### Anoreksi (Anorexia nervosa)
Perfektionisme har i årtier været forbundet med anoreksi (anorexia nervosa) i forskningen. Allerede i 1949 beskrev forskere den gennemsnitlige anorektiske persons adfærd som værende ”stiv” og ”overbevidst” og bemærkede samtidig en tendens til ”orden, minutiøs omhyggelighed og en stædighed, der ikke lader sig påvirke af fornuft, hvilket gør hende til en udpræget perfektionist.” Perfektionisme er et vedvarende træk i anorektikeres livshistorier. Det er til stede allerede før spiseforstyrrelsens begyndelse, typisk i barndommen, under sygdomsforløbet, og også efter bedring. Den konstante stræben efter tyndhed hos anorektikere er i sig selv en udtryk for denne personlighedstype og et insisterende behov for at leve op til uopnåeligt høje præstationsstandarder.
På grund af sygdommens kroniske karakter viser personer med spiseforstyrrelser også perfektionistiske tendenser inden for andre områder af livet end kost og vægtkontrol. For eksempel er der observeret overpræstation i skolen blandt anorektikere, som en konsekvens af deres overdrevent flittige adfærd.
Niveauet af perfektionisme viste sig at påvirke individets langsigtede bedring fra anoreksi. Personer med lavere perfektionismetal havde en hurtigere restitution end patienter med høje perfektionismetal.

### Generelle anvendelser
Perfektionisme kommer ofte til udtryk i præstationer på arbejde eller skole, i orden og æstetik, organisering, skrift, tale, fysisk fremtoning samt i sundhed og personlig hygiejne. På arbejdspladsen viser perfektionisme sig ofte ved lav produktivitet og oversete deadlines, fordi personen bruger tid og energi på irrelevante detaljer i opgaverne – lige fra store projekter til dagligdags rutiner. Det kan føre til depression, social isolation og øget risiko for arbejdsulykker. Adderholdt-Elliot (1989) beskriver fem træk ved perfektionistiske elever og lærere, som bidrager til underpræstation: udskydelse, frygt for fiasko, et "alt-eller-intet"-tankesæt, lammet perfektionisme og arbejdsgalgenhed..
Ifølge C. Allen kan urealistiske forventninger i intime forhold forårsage betydelig utilfredshed for begge partnere.  Greenspon opregner adfærd, tanker og følelser, der typisk karakteriserer perfektionisme. Perfektionister vil ikke være tilfredse med deres arbejde, før det opfylder deres standarder, hvilket kan gøre perfektionister mindre effektive til at afslutte projekter, og de vil derfor have svært ved at overholde deadlines.
I en anden erhvervsmæssig kontekst kan atleter udvikle perfektionistiske tendenser. Optimal fysisk og mental præstation er afgørende for professionelle atleter, hvilket er aspekter, der er tæt forbundet med perfektionisme. Selvom perfektionistiske atleter stræber efter at få succes, kan de være begrænsede af deres intense frygt for fiasko og derfor ikke anstrenge sig fuldt ud eller føle sig overdrevent personligt ansvarlige for et tab.  Fordi deres succes ofte måles ved hjælp af en score eller statistik, kan perfektionistiske atleter føle et for stort pres for at få succes.

### Medicinske komplikationer
Perfektionisme er en risikofaktor for obsessiv-kompulsiv lidelse , obsessiv-kompulsiv personlighedsforstyrrelse, spiseforstyrrelser , social angst , kropsdysmorfisk lidelse , arbejdsnarkomani , selvskade og selvmord , stofmisbrug og klinisk depression  samt fysiske problemer som hjertesygdomme  . Derudover har undersøgelser vist, at personer med perfektionisme har en højere dødelighed end dem uden perfektionisme.  En mulig årsag til dette er den ekstra stress og bekymring, der følger med den irrationelle tro på, at alt burde være perfekt. 
Terapeuter forsøger at tackle den negative tænkning, der omgiver perfektionisme, især "alt-eller-intet"-tankegangen, hvor klienten mener, at en præstation enten er perfekt eller nytteløs. De opfordrer klienter til at sætte realistiske mål og se deres frygt for fiasko i øjnene. 
Da perfektionisme er et selvværdsproblem baseret på følelsesmæssige overbevisninger om, hvad man skal gøre for at være acceptabel som person, håndteres negativ tænkning bedst i forbindelse med en helbredelsesproces, der direkte adresserer disse overbevisninger. 

## Personlighedstræk
Perfektionisme er en af Raymond Cattells 16 personlighedsfaktorer. Ifølge denne model er perfektionister personer, der er organiserede, tvangsprægede, selvdisciplinerede, socialt præcise, med stærk viljestyrke, kontrollerede og følelsesmæssigt følsomme over for sig selv. Inden for de fem store personlighedstræk (Big Five) er perfektionisme en ekstrem udgave af samvittighedsfuldhed, som samtidig kan føre til øget neuroticisme, når perfektionistens forventninger ikke bliver indfriet.
Perfektionistiske bekymringer minder mere om neurotisme, mens perfektionistiske stræben minder mere om samvittighedsfuldhed . 

## Børn og unge
Forekomsten af perfektionisme er høj blandt børn og unge, hvor estimaterne ligger mellem 25 % og 30 %. Ligesom hos voksne er perfektionisme hos unge en grundlæggende sårbarhedsfaktor for en række negative udfald, såsom depression, angst, selvmordstanker og tvangslidelse. For at måle de to træk – selvorienteret og socialt pålagt perfektionisme – hos denne aldersgruppe kan den udbredte Child-Adolescent Perfectionism Scale (CAPS) være et nyttigt redskab.

## Behandlinger

### Kognitiv adfærdsterapi (CBT)
Kognitiv adfærdsterapi (CBT) har vist sig effektiv til at hjælpe perfektionister med at reducere social angst, offentlig selvbevidsthed, tvangshandlinger (OCD) og perfektionisme. Ved hjælp af denne tilgang kan en person begynde at erkende sine irrationelle tankemønstre og finde en alternativ måde at tackle situationer på.

### Psykodynamisk/interpersonel terapi (PI)
I tråd med, at perfektionisme udvikles og kommer til udtryk i en interpersonel sammenhæng, fokuserer denne behandling på de dynamisk-relationelle aspekter af perfektionisme. I stedet for blot at rette sig mod perfektionistisk adfærd og symptombehandling, arbejder dynamisk-relationel terapi med de maladaptive relationsmønstre og interpersonelle dynamikker, som ligger til grund for og opretholder perfektionismen. Ifølge forskning af Hewitt et al. (2015) er denne behandlingsform forbundet med langvarige reduktioner i både perfektionisme og den tilknyttede psykiske belastning.

### Eksponerings- og responsforebyggelse (ERP)
Eksponering- og responshindring (ERP) anvendes også af psykologer i behandlingen af tvangssymptomer, herunder perfektionisme. Denne terapiform bygger på at opmuntre personen til at stoppe den perfektionistiske adfærd i opgaver, som de normalt ville stræbe efter at udføre perfekt. Over tid kan angsten mindske, når personen oplever, at der ikke opstår alvorlige konsekvenser ved at udføre opgaverne mindre end perfekt.

### Acceptbaseret adfærdsterapi (ABBT)
Acceptance-baseret adfærdsterapi (ABBT) har vist sig at spille en væsentlig rolle i behandlingen af perfektionisme ved at øge bevidstheden, fremme accept og støtte en meningsfuld tilværelse. Disse metoder har vist sig at hjælpe med at reducere angst, depression og social fobi. Tilgangen har desuden vist sig effektiv seks måneder efter afsluttet behandling.

## Yderligere læsning
- Castro, J.R.; Rice, K.G. (9. februar 2003). "Perfectionism and ethnicity: implications for depressive symptoms and self-reported academic achievement". Cultural Diversity and Ethnic Minority Psychology. 9 (1): 64-78. doi:10.1037/1099-9809.9.1.64. PMID 12647326. S2CID 22796214.
- Hewitt, P. L., Flett, G. L., & Mikail, S. F. (2017). Perfectionism: A relational approach to conceptualization, assessment, and treatment. New York: Guilford Publications.
- Jackson, Melissa (19. juni 2004). "Why perfect is not always best". BBC News. Hentet 14. marts 2013.
- Phillipson, PhD, Steven. "The Right Stuff: Obsessive Compulsive Personality Disorder: A Defect of Philosophy, not Anxiety". Center for Cognitive-Behavioral Psychotherapy. Arkiveret fra originalen 2. juli 2012. Hentet 14. marts 2013.
- Shaw, Daniel (2013). Traumatic Narcissism: Relational Systems of Subjugation. Routledge
- Curran, T. & Hill, A. P. (2017). Perfectionism Is Increasing, and That’s Not Good News. Harvard Business Review. Retrieved 2 March 2022.
- Petersen, Sigrid Z. (2020). Perfectionism’s Relationship with Higher Education Students’ Help-Seeking: A Literature Review. Master thesis, University of Oslo